# Cartoon Network Ausztrália
A Cartoon Network Ausztrália (angolul: Cartoon Network Australia) a Cartoon Network rajzfilmadó ausztrál-új-zélandi adásváltozata. 1995. október 3-án kezdett sugározni. Az adó elérhető Ausztráliában és Új-Zélandon angolul.

## Története
A csatorna először 1995. október 3-án kezdett sugározni. Először a TNT-vel osztozott adásidején. Utóbbi csatorna este 9-től reggel 6-ig volt fogható. 2001. július 1-jén szétválasztották a két csatornát és a Cartoon Network Ausztrália egy 24 órás csatorna lett.

## Műsorok
Nagyrészt azokat a műsorokat sugározza, mint a magyar Cartoon Network.